# Pusta Barbara
Vrh Pusta Barbara (460 m) stjenoviti je djelomično pošumljeni greben na planini Kalnik: nalazi se sjeverno od sela Deklešanec na goloj strmoj stijeni, sa sjevera jače obraštenoj. U okolici vrha nalaze se ostaci Starog grada Mali Kalnik. Istočno od vrha je grebenski niz stijena prolazan ali klizak, tuda prolazi planinarska grebenska staza.
Vrh je ime dobio po Barbari Celjskoj ženi Žigmunda Luksemburškog, koja je prema legendi, često boravila u Velikom i Malom Kalniku. Njezin suprug je ratovao širom Europe pokušavajući se izboriti za krunu Svetog Rimskog Carstva. U međuvremenu je njegova usamljena žena pronašla utjehu s ljubavnikom Sigismundom Neuhäuselom, zapovjednikom utvrda Veliki i Mali Kalnik. Kada je Žigmund saznao za nevjeru svoje supruge, njezina je ljubavnika dao ubiti, a suprugu je zatvorio u dvorac Melnik u Češkoj, gdje je poslije nekog vremena i umrla. 
Navodno je nekad ispod utvrde, iako to nije u izravnoj vezi, postojala i kapelica posvećena Svetoj Barbari, a ta je kapelica u međuvremenu potpuno srušena.
Pristup je moguć s juga od sela Deklešanec (Gornje Rijeke) i Vojnovca, te sa sjevera od planinarske staze ZPP (od planinarskog doma, Novog Marofa i Varaždinskih Toplica).

## Vanjske poveznice
- www.crtice-hrvatske.com – Pusta Barbara
- Planinarsko društvo Kalnik Križevci – Vrhovi Kalnika